# دنیل آلبرتو گونزالس
دنیل آلبرتو گونزالس (انگلیسی: Daniel Alberto González؛ زادهٔ ۲۶ ژانویهٔ ۱۹۹۱) بازیکن فوتبال اهل آرژانتین است.
از باشگاه‌هایی که در آن بازی کرده‌است می‌توان به باشگاه فوتبال گودوی کروز اشاره کرد.